# تاکارازوکا، هیوگو
تاکارازوکا در استان هیوگو در کشور ژاپن  واقع شده‌است  که دارای جمعیت ۲۲۲٬۰۷۱ نفر و مساحت ۱۰۱٫۸۰ کیلومتر مربع با تراکم جمعیت ۲٬۱۸۱  نفر در کیلومترمربع است و در تاریخ ۱ آوریل ۱۹۵۴ به عنوان شهر شناخته شد.